# Celtype

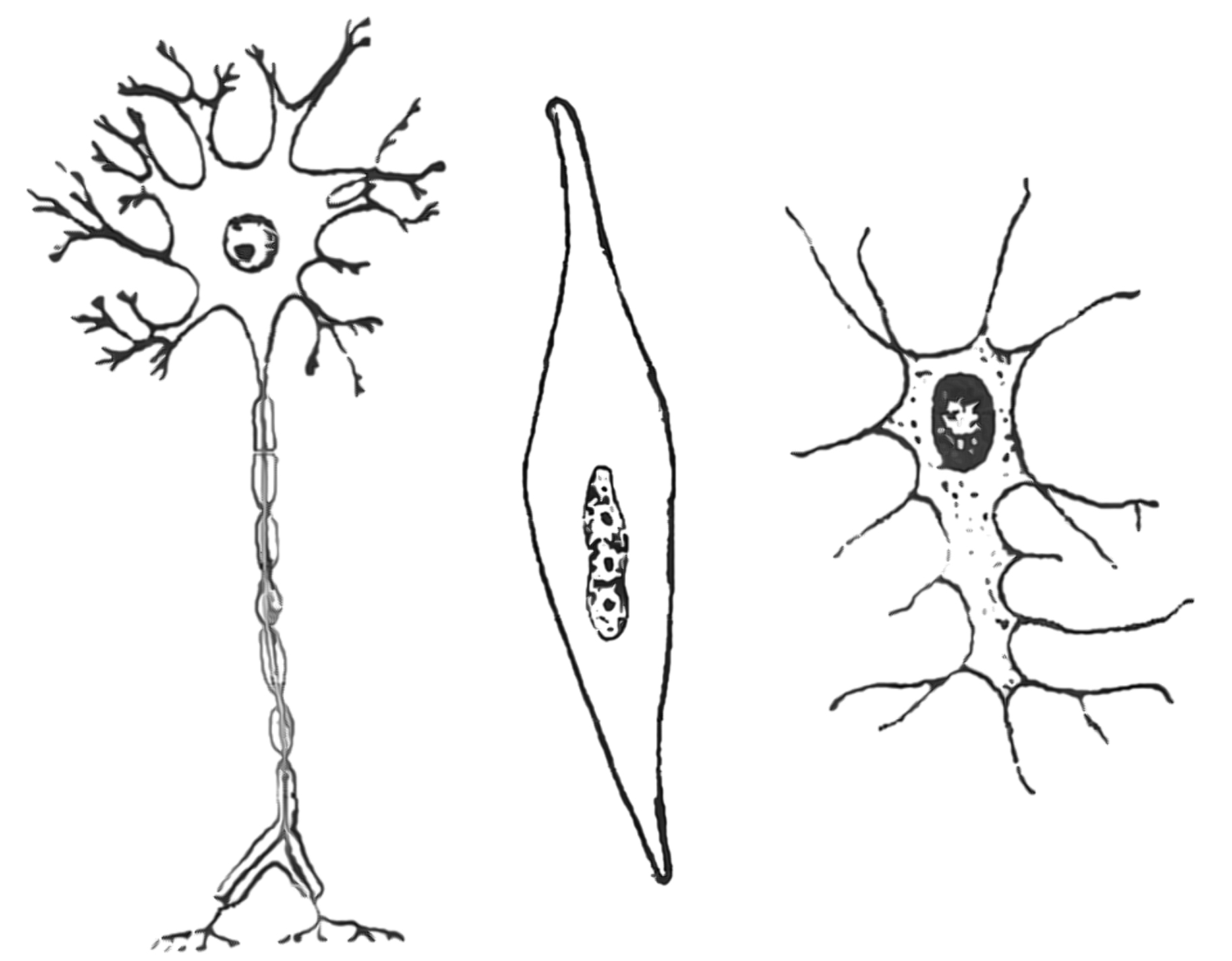
Illustraties van drie dierlijke somatische celtypen: een zenuwcel (neuron), een spiercel (myocyt) en een beencel (osteocyt)

Een celtype is een gespecialiseerde vorm van een cel met welbepaalde morfologische en fysiologische kenmerken. Bijna alle meercellige organismen, waaronder planten of dieren, zijn opgebouwd uit veel verschillende celtypen – zoals spiercellen, botcellen en zenuwcellen – die zowel qua uiterlijk als functie sterk van elkaar verschillen. Ondanks dat celtypen binnen één organisme er totaal verschillend uitzien, hebben ze allemaal hetzelfde genetisch materiaal. Ze zijn immers allemaal uit dezelfde bevruchte eicel voortgekomen.
Gedurende de ontwikkeling van meercellige organismen zullen cellen zich specialiseren (differentiëren); samen vormen de gespecialiseerde celtypen weefsels. De verschillen ontstaan doordat cellen selectief gebruikmaken van de genetische informatie. Classificatie van een celtype gebeurt vaak met behulp van microscopie. Recente ontwikkelingen in RNA-sequencing hebben mogelijk gemaakt dat celtypes geclassificeerd kunnen worden op basis van gedeelde genexpressiepatronen.
In het menselijk lichaam komen meer dan 400 verschillende celtypen voor. Celtypen die het meest voorkomen qua aantal zijn onder meer rode bloedcellen, epitheel- en endotheelcellen, lymfocyten, hepatocyten (levercellen), neuronen (zenuwcellen), vetcellen en spiercellen. Ook bij andere levensvormen zijn gespecialiseerde cellen ontdekt die naar bouw en functie van elkaar verschillen. Een aantal klassieke celtypen bij planten zijn meristeemcellen, parenchymcellen, xyleem- en floëemcellen, sklerenchymcellen, en collenchymcellen.
Voorbeelden van celtypen bij schimmels zijn: hymeniumcel en cystide.